# Colosseum (korte film)
Colosseum is een Nederlandse korte film uit 2019 geregisseerd door Gonzalo Fernandez. De film is onderdeel van de NTR-filmserie Kort! en ging op 1 oktober 2019 in première.

## Verhaal
De film volgt de succesvolle Turkse kickbokster Kahn die net een kickboksgala in de categorie zwaargewicht heeft gewonnen. Moe maar voldaan, vertrekt hij met zijn auto richting huis. Hij worstelt met de polarisatie zowel binnen als buiten de ring. Bij die gedachte besluit Kahn, de eerst volgende afslag te nemen en ergens bij een plaatselijke kroeg naar binnen te gaan. Hier wordt Kahn in het begin wantrouwend bejegend, totdat een van de witte stamgasten hem vriendelijk benadert. Hierna veranderd de sfeer al snel in de kroeg en wordt Kahn aangevallen door de stamgasten.

## Rolverdeling
| acteur          | personage |
| --------------- | --------- |
| Mustafa Duygulu | Kahn      |
| Pierre Bokma    | Faas      |

## Achtergrond
De korte film werd geregisseerd door Gonzalo Fernandez en geproduceerd door Paula van der Oest, Alain de Levita en Mark van Eeuwen namens Levitate Film. De film maakt onderdeel uit van de negentiende editie van de het talentontwikkelingsproject Kort! van de NTR. De hoofdrollen voor de korte film waren weggelegd voor Mustafa Duygulu en Pierre Bokma.
Colosseum ging op 1 oktober 2019 in première tijdens de 39e editie van het Nederlands Film Festival in Utrecht. Een maand later, op 3 november 2019, maakte de korte film zijn televisiedebuut bij omroep NTR op televisiezender NPO 3.